# 鎌倉ものがたり
『鎌倉ものがたり』（かまくらものがたり）は、西岸良平による日本の漫画作品。『漫画アクション』（双葉社）にて連載後、『まんがタウン』（同）にて連載されていたが、休刊に伴い『漫画アクション』へ移籍して連載中。第38回日本漫画家協会賞大賞受賞作品。2017年12月に実写映画化された。

## 作品概要
- 『漫画アクション』で1984年2月9日号から月1回のペースで2000年8月22日号まで連載後、『まんがタウン』創刊に伴い移籍。創刊号の2000年12月号から再連載。2011年1月号（2010年12月4日発売号）で連載300回を迎えた。同誌の休刊に伴い『漫画アクション』へ移籍し、2024年No.12から連載中[1]
- 神奈川県鎌倉市を舞台にしたミステリー作品だが、回によっては事件推理からかけ離れた人情モノや怪談に近い話もあり、他のミステリー系の漫画よりほのぼのムードが強いものとなっている。作品によっては一色先生がほとんど登場しないエピソードや、脇役を主役に置いたスピンオフ作品に近い体裁のものもある。[独自研究?]
- 時間設定は連載時点と同じ現代で、直近の流行や時事ネタを題材にした内容も多い。スカイツリーなど固有のものを除き本編に登場するビルや乗り物（パトカーや鉄道車両）は1960年代 - 1970年代のそれに準じている。[独自研究?]
- 連載初期は『漫画アクション』に連載されてきた著者の過去作品（『蜃気郎』『青春奇談』『ミステリアン』『ポーラーレディ』など）と同じく、ブラックユーモア寄りの傾向があり、殺害シーンなど残酷な描写もあったが、『まんがタウン』移籍後は事件の描写が説明を中心にするなど緩和されている。[独自研究?]
- 単行本は連載順に収録されている通常の単行本以外に、近年ではコンビニコミック版や文庫版、テーマ別に再編集された傑作選なども刊行されている。
- 著者の体力低下から『三丁目の夕日』が月イチ掲載になった2013年以降は、本作の連載ページ数も減っており、一話完結から前後編の構成となっている。2017年からは前中後編の構成となり、さらに2019年からは5分割での構成となる回もある[3]。

## あらすじ
鎌倉に住むミステリー作家の一色正和。この町には、人間と魔物や妖怪が共存していた。正和は鎌倉で発生する怪事件の数々を、鎌倉警察署や愛妻・亜紀子と共に解決してゆく。

## 設定
- 作中の鎌倉は霊力に覆われ人間と魔物や妖怪が共存しており幽霊、地獄や魔界などが描かれることもある。それらに対応するため鎌倉警察署には心霊課と呼ばれる部署があり魔物がらみの事件にも対応している。
- 鎌倉では、家族を残して死んだ者の強い思いが鎌倉の霊気により幽霊となり死後も家族の面倒を見ていることがある。事故死した娘が父の面倒をみるため、母が子供の面倒を見るため、寝たきりの配偶者の面倒を見るためなど[4]。また、幼い我が子を残した死んだ親にかわって、ペットの動物が親に化けて子育てを引き継ぐことが時々あり、鎌倉警察署では年数回このような事例を取り扱っている[5]。
- 葉山ではタヌキも戸籍があり、人間と同様に扱われている。このため葉山の動物保護法は、国の何十倍も厳しい。
- 作品の途中からは宇宙人や未来人なども登場し、SF要素も入っている。

## 登場人物

### 一色家
一色正和（いっしき まさかず）
本作の主人公。神奈川県鎌倉市長谷1丁目に住んでいるミステリー作家。35歳（連載初期では32歳）。血液型O型。鎌倉高校→東京大学文学部卒業。元剣道部主将。元東大マンガ研究会部員。数々の怪事件を解決する凄腕。他の女性から惚れ込まれるほどのハンサムで、ミステリアスな部分があるともされる人物である。自身の故郷であり、多くの文豪が愛した鎌倉という土地を心から愛している。
趣味・嗜好
普段は着物や浴衣など和装が好み。
多趣味で、熱帯魚飼育や鉄道模型、絵画、音楽鑑賞、雑貨・観葉植物・骨董品収集などを行う。アウトドア派であり、オフの日は鎌倉周辺を散歩したり、父の残した愛車ベンツ・クーペ2/3でドライブすることが多い。なかなかの食通でもあり、美味しいお店によく亜紀子を連れて行っている。ギャンブルが嫌いで、株式投機ですらやらないほどだがパチンコだけは「運以外に技術も大事だから」とたまにやる。
冷房が嫌いで、夫婦ともども猛暑には悩まされている。亜紀子が欲しがると、必ず止める。
アナログ人間であり、パソコン関係には疎い（一応パソコンは持っているが、かなり旧式）。小説家だが、家にFAXがない。また、当初は携帯電話も所持しておらず、同級生からの連絡は固定電話（それも旧式の黒電話）を使っていたが、最近ではスマートフォンを使っている描写がある。
ミステリー作家として
本格的な心理トリックを好み、機械的なトリックを嫌ってなるべく使わない作風。代表作は『由比ヶ浜殺人事件』、『名探偵一色亜紀子』シリーズなど。爆発的にヒットしているわけではないが、作品がドラマ化されたり地元でイベントが行われるなどミステリー作家としてある程度の支持を得ている。一方、魔界では笑えるユーモア小説として人気があり、魔界の文学賞を受賞した時は喜びながらもユーモア小説としての評価に疑問を持っていた。やや遅筆であり、締め切りギリギリに原稿を出すことも度々ある。
地元の警察や噂を聞きつけた人物などに事件の解決を依頼されることが多く、小説のネタに困ると「取材」を兼ねて自ら事件に首を突っ込むこともある。そのため、人魔問わず命を狙われることも多いが、自身が強靭なのと運の良さで常に助かっている。
ネタ探しには毎度苦労しているが、亜紀子に「自分自身を小説にすれば良いのに」と言われた時、恥ずかしくてできないと言っている。代わりに書いたのが『名探偵一色亜紀子』シリーズであり、他人が主人公なら大丈夫らしい。
特技
文学的知識は相当なもの。作中では琵琶の一節を聴いただけで「平家物語第三巻の足摺だな」と即座に見抜いており、著名な作家に対しても一家言を持っている。
また、優男風な外見とは裏腹に武道を嗜んでおり、中でも剣道は三段を所持。高校時代は強豪剣道部の中でも主将を務め、個人戦・団体戦ともに全国大会を制覇するほどで、当時の「（剣道の）鎌倉四天王」の一人として数えられており、恐らく四天王中最も強いエース格。成人してからも時折修練しており、鎌倉警察署の剣道大会には必ず招待される他、ある人物に一時師事し「木の葉一刀流」の奥義を伝授されている。
ほかに柔道や合気道の腕前もあり、痴漢にあった小学生を自分の武術で助けたり、自らの命を狙われた際、返り討ちにし犯人を警察に突き出したこともある。
魔物などとの戦闘時に銃を装備することはあまりなく、戦闘時には「木刀」が主な装備品。人に対し相当な害を及ぼしたり、強敵であると分かっている場合は国宝である「鬼薙の剣」（魔物を打ち倒す力のある真剣）を鎌倉市から借り受けることが多い。
普段は腰が低く優しい正和だが武道、剣道に対しては誇りを持っており、学生フェンシング出身の警官に剣道を小馬鹿にされた時は怒りを爆発させ、この警官とフェンシング対剣道の異種対決を行った。
苦手・欠点
唯一はっきりと分かる欠点は高所恐怖症だが、トリックの実験で民家の2階から江ノ電の屋根に飛び移ることはできる。ロープウェイや湘南モノレールは乗れるがヘリコプターは苦手。また、音楽の才能はあまりない。昔は漫画家志望であったが、あまり絵は上手ではないようだ。
家族構成
祖父は民俗学者、父は大学教授だが、母を含めてそれぞれ早くに死別しており、そのことで苦労したことが今のしっかりとした人間性に繋がっている。幸い経済的には恵まれており、遺産や祖父の本の印税があったためそれほど不自由はなかった。それでも、かつて300坪ほどあった家の敷地を切り売りし、現在は70坪になってしまっている。家は祖父が建てて築40年で老朽化していたが、通りかかった丹沢の流しの大工（実は亜紀子を狙った魔物）が一晩で改築した。ヤモリや青大将、ガマガエルなどが家の内外に住み着いているほか、第252話からは屋敷稲荷の祠が出現し稲荷狐も加わった。
現在は妻の亜紀子と二人暮らしで、子供はいない。お手伝いのキンが頻繁に家に出入りしている。
友人関係
健さんなどの飲み友達や、松本清一などの小説家仲間、警察関係者、出版関係者、知り合いなどが多く、交流を深めている。千葉周作、柳生十平、赤胴鉄之助の三人の友人とは小学生時代から同じ高校の剣道部四天王時代以来の腐れ縁で、子供のころは四人でシロという白い生物を飼ったことがある。三人の他にも他の幼馴染もいる。
一色亜紀子（いっしき あきこ）
正和の妻。23歳（連載初期では21歳）であるが、童顔かつ小柄で性格も少々子供っぽいため、正和と親子あるいは兄妹、一色家のお手伝いさんに見られることが多い。ある事件で解決のために小学生に変装した時はまるで違和感がなかったほどで、正和は知人によく「ロリコン」とからかわれている。血液型B型。
旧姓は中村。実家は東京都練馬区大泉学園にある。父、祖母、母、妹の由美子、弟の政彦がおり、ノリのよい明るい家族。
正和とは短大在学中に文芸社という出版社のアルバイトで知り合った。正和を呼ぶときには「先生」と「正和さん」を使い分ける（第三者と話すときは「主人」とも呼ぶ）。料理の腕もなかなかで、亜紀子の作ったものは食通の正和も喜んで食べている。少女漫画とディズニーアニメが好き。注射が大の苦手。正和の主要作品「名探偵一色亜紀子」シリーズのモデル。
元々出版業界のアルバイトをしていたこともあり、小説家という職業にもある程度理解がある。原稿の上がりを待つ編集者の相手をするのは彼女の大切な役目の一つ。正和に無知ぶりを咎められることも多いが、それは主に人生経験の不足から来るもので、決して頭が悪いわけではない。短大卒業時の論文に「平家物語」をテーマとして選び、現在も暇を見つけては研究しているというインテリな一面も持つ。
小・中学生時は学校で劇を行う際、常にヒロイン役を割り当てられるほど人気者で、自身も演劇部に所属していた（高校からは外見のために子役ばかりだったらしい）。そのため演技についても人並み以上にこなせる。「名探偵一色亜紀子」のドラマ化の話が持ち上がった時、最初はエキストラとしての参加だったが（亜紀子役の女優が大根役者だったせいもあり）監督にいたく気に入られ、最終的には亜紀子を主人公で撮りたいとお願いされるほどだった。
夫婦仲は基本的にとても良好（おじんくさい、と愚痴を言ったり言い争ったりすることはあるが）で、正和と一緒にお風呂に入ったり、電話越しにキスをしたりとかなりのアツアツぶりである。結構人前で惚気ていたりもする。美人ゆえ、作中で異性に惚れられたり迫られたりすることも多いが、決して応じることはない。本人曰く「本当に好きになったのは正和さん」。
勝手に事件に首を突っ込んでトラブルになるなど、おっちょこちょいの点がある。
結婚してなお一層夫を愛し、鎌倉も第二の地元として愛する、正和にふさわしい妻である。
正和との愛は前世にまで及んでおり、前世は如月姫という北条家の姫君。幼馴染の北条秀行（来世は亜紀子の幼馴染の三島秀行）の許嫁で、比企正和という若武将と愛して「比企の契り」をかわしたが、比企氏の族滅とともに比企正和が討ち死にあったことから18歳の若さで自害している。その後怨霊として冥土から現世に甦り、比企正和の生まれかわりで名前もそっくりの一色正和をよりをもどしにとり殺そうとしていたところ、来世の亜紀子と対面する。おっちょこちょいの点と左手の平に3つのほくろが亜紀子と一緒。
ヘアースタイルは子供のころからボブカット（おかっぱ頭）で、ほぼ変わっていない。
当初は自動車運転免許を持っている描写はなかったが、第359話にて取得。しかし正和のベンツを運転中、パトカーに停止を求められ（小学生みたいな女の子がベンツを運転していると通報されたため）、さらに駐車場や車庫入れが面倒とのことから、車を使う機会は少ない。

### 一色家の関係者
大河原キン（おおかわら キン）
正和の祖父・信夫に雇われ、後述する文代が亡くなった翌年から一色家に出入りしている家政婦。家事万能。正和が子供のころから知り合っている家族同然の人物。かつては住み込みで働いていた。信夫に雇われる以前は鎌倉に広大な屋敷をかまえた蛙川伯爵のもとで家政婦をしており、一色家に来たのも伯爵の紹介とのこと。陸軍中尉だった夫を日清戦争（映画版では日露戦争）で亡くした過去を持つ。年齢は142歳。（但し本人は82歳と言い張っている。）心身ともに健康で体力も亜紀子などよりは上。幽霊の姿が見え、顔なじみの妖怪が多い。一度、死にかけたことがあるが亜紀子に助けられた。鎌倉の郊外、十五所村在住。
一色宏太郎（いっしき こうたろう）
正和の父。高名な民俗学者の父を持ち、周囲の期待から大学教授になったが目立った業績は残せなかった。元々は作家志望で大学教授は肌に合わなかったらしく、妻以外には内緒で「湖南独伊留（こなん どいる）」のペンネームで小説家としても活動し、知る人ぞ知る天才幻想作家として名を残している。子供のころの正和は父に可愛がられた記憶があまりなく、イタズラをすると鍵をかけた暗い物置に閉じ込められた（物置の鍵はそのために宏太郎がつけたのだと、キンが語っている）。真実が分かるまで正和は、湖南の姿をした父を母親の浮気相手と勘違いしていた。キン曰く、正和が中学生の時に表を散歩してくると言ってふらりと家を出て、横須賀線に投身自殺したらしい。
一色絵美子（いっしき えみこ）
正和の母。正和が8歳のころに病気で亡くなったが、現在でも正和を見守っており、送り火の際に亜紀子に「正和を頼みます」と話した。正和の前ではあまりそういうところを見せなかったが、夫婦仲は良好で確かな愛情があった。
一色信夫（いっしき しのぶ）
正和の祖父であり宏太郎の父。偉大で高名な民俗学者で、知る人には「民俗学の天才」と呼ばれ、特に古代呪術関連の研究では第一人者であった。キンを家政婦として雇った元雇い主で、正和が現在も住んでいる家を建てた本人でもあり、当初は300坪もあったことからかなり裕福であったことがうかがえる。キンからは大先生と呼ばれている。
風呂が大好きであったらしく、個人所有の浴室としてはかなり贅沢に作らせたらしい。丸型の浴槽は、正和と亜希子が縁に背中をつけながら脚を大きく伸ばして対面に座っても、身体が触れ合わないほど大きく、逆にスペースを持て余してしまうほど。
正和と同じく明晰な頭脳と不思議事象への理解力、そして穏やかな人柄を持つ。子供のころの正和はどちらかといえば父よりも祖父に可愛がられていたらしく、にこやかに歓談する回想シーンが何度か登場する。名前の由来とモデルは民俗学者で歌人、詩人としても知られる折口信夫。
一色文代（いっしき ふみよ）
信夫の妻。正和の祖母であり宏太郎の母。信夫が30代、宏太郎が2歳のころに死亡している。享年27。
中村由美子（なかむら ゆみこ）
亜紀子の妹。東京の亜紀子の実家に住んでいる。鎌倉で魔物に翻弄されるが、明らかに魔物と分かっても物怖じせず、かえって鎌倉好きを増長させている。初期はオリジナルのキャラだったが、最近は『三丁目の夕日』の加藤ひろ子に酷似（鼻の下にそばかすがあるのが由美子）。

### 一色家の近所の住民
戸成（となり）
一色家の隣の家に住む夫婦。夫は過度のストレスで狼男に、深酒でトラに変身する特異体質。正和を子供のときから知っており、ある秘密を黙認。安山寺で子宝祈願をしてから数日後に桃のような卵が届けられ魔物の子育てをした後日子供が生まれた回があったが、子供はその後登場していない。
金逗木カネ（かねずき カネ）
一色家の隣の家に住む独り暮らしの老婆。高利貸しを営んでおり、キン曰く噂ではずいぶん貯め込んでいるらしいが、普段は電気もろくに使わないケチな暮らしをしている。
大神猛（おおかみ たけし）
一色家の斜め前の家に住む前衛画家。普段は無口で無愛想だが、酔うと陽気になる。
ゴミ置き場の隣に住む老人
一色家の近所に住む坊主頭の老人。庚申塔や道祖神がある土地が新たにゴミ置き場になったことにある理由から強く反対している。
スケリントン一家
アメリカから一色家の近所に引っ越してきた一家。夫と妻のベス、娘のサリーと息子のジャックの4人家族。キティーと言う名の猫を飼っている。
バートン一家
スケリントン一家より先に鎌倉に引っ越してきた外国人一家。夫妻と一人息子のティムの3人家族。ティムはスケリントン家のサリーとジャックと仲が良く、一緒にハロウィンを楽しんでいた。
追銭（おいぜに）
一色家の斜め前の家に住む夫婦。娘は結婚して家を出ている。夫はサラリーマン、妻は小学校教師の共働きのため、昼間は家を空けがち。2年間で3回も空き巣に入られた。番犬のポチを飼っている。
山之内（やまのうち）
一色家の近所に住む老婆。息子家族と同居している。前歯2本は金歯。ある理由で正和に相談に来た。
某博士（ぼう ひろし）
自称発明家。研究資金を稼ぐ為、自身が発明した物質伝送機で空き巣を繰り返していた。「三丁目の夕日」にも同名のキャラクターが登場する。

### 一色夫妻の友人・知人
千葉周作（ちば しゅうさく）
正和の高校時代の友人で当時の剣道部四天王の1人。職業はカメラマン。父を早くに亡くし、女手一つで自身を育てた母も癌で亡くなり、自身も末期癌にかかるが、ある事件で品種改良された特殊な洋ランを正和から見舞いで差し入れられた結果ガンが消えて回復した。夫人がいる（夫人とはお見合いで知り合ってから、33歳で結婚、自身の実家兼自宅で暮らしている）。
実母は周作の子供のころに亡くなっていたが、その死に気づいた飼い猫のオミーが近所の猫や犬と協力して本当の母を桜の木の根元に埋め、母に化けて周作を大学卒業・就労ができるぐらいの社会人に育て上げて、その後失踪していた。周作は家の建て替えのため桜の木を掘り返し遺骨が発見され、母殺害容疑で誤認逮捕された事件までその事実を知らなかった。名前の由来とモデルは、北辰一刀流と玄武館の創設者千葉周作。
柳生十平（やぎゅう じゅうべい）
正和の高校時代の友人で当時の剣道部四天王の1人。やや奔放なところがあり、魔物の経営するバーで泥酔状態になった際に別人の霊に体を乗り移られ、霊魂だけの状態になったことがある。美人だが性格が少しキツめの夫人がおり、子供が一人いる。名前の由来は江戸時代の剣豪、柳生十兵衞。
赤胴鉄之助（あかどう てつのすけ）
当時の剣道部の四天王の1人。眼鏡を掛けている。四天王の中では目立ったエピソードが描かれていない。名前の由来は漫画赤胴鈴之助の主人公、金野鈴之助。
塚原卜伝（つかはら ぼくでん）
かつて正和ら剣道部四天王を指導していた鎌倉高校剣道部の教師。高齢となった今も剣道部を指導している。空き巣被害に遭ったことがある。名前の由来は戦国時代の剣豪、兵法家の塚原卜伝。
友子（ともこ）
亜紀子の短大時代の親友。現在は会社勤めをしている。学生時代はメガネをかけていたが、現在はコンタクトに替えている。
マユミ
亜紀子の高校時代の同級生。職業は健康食品のセールスレディ。高校を中退した後結婚し、子供が二人いる。夫がバイク事故で大ケガしたため、現在は彼女が一家を養っている。
三島秀行（みしま ひでゆき）
亜紀子の幼馴染。子供のころは弱虫で、いじめられた時はいつも亜紀子に助けられていた。亜紀子に好意を持っており、彼女が短大卒業後にプロポーズをしようと決めていたが、その前に正和との結婚が決まったため、ショックを受けた模様。彼の前世は前述の通り、如月姫（亜紀子の前世）の許嫁であった北条秀行。
宅間先生（たくませんせい）
正和のかかりつけ医。病院は息子が引き継ぎ経営効率優先で病院としては往診はやめたが、自分が診ていた患者から往診の依頼があると夜中でも悪天候でも死後でもスクーターで駆けつける。正和が幼少のころは注射が苦手だったのでアクマ先生と呼んでいた。

### 警察関係者
鎌倉警察署関係者
大仏次郎（だいぶつ じろう）
鎌倉警察署署長。事件になると先頭に立って現場を仕切る。正和とは知り合い。鎌倉大仏がモチーフ。文学者の大佛次郎（おさらぎ じろう）からとった名前と推測される。『三丁目の夕日』にも登場したことがある。瓜二つの兄・太郎が奈良警察署に勤務している。人柄の良さから、人間・魔物両方に慕われている。警察署には徒歩で通勤しており、早く帰る日は自ら料理を担当する。妻は天女であり、普段は年寄りメイクで変装をしている。
恐山妖介（おそれやま ようすけ）
鎌倉警察署特捜課（心霊捜査課）刑事。青森出身のお寺の次男坊で、イタコ（降霊術）を使って事件を解決する。たまに、見ず知らずの霊や生き霊が取り付くこともあるが、憑依されている間の記憶はなく結婚詐欺にあいそうになったことも。独身で恋人はいない。
常にいつも同じベレー帽らしき帽子を被り、後ろに切り揃えた顔半分を前が見えなくなるぐらい長い前髪と、痩せてはいないが、複数の出っ歯の容貌はまるで骸骨のような不気味さを醸し出している。
稲荷と共に『三丁目の夕日』に登場したことがあり、茶川竜之介の知り合いであるヒロミに感謝状を渡すために夕日町を訪れた。
稲荷昆明（いなり こんめい）
鎌倉警察署特捜課（心霊捜査課）刑事。コックリさんを使って事件を解決する。父親は人間、母親は和泉国信田の森の白狐。狐みたいな顔をしている。事件の際には銃で応戦することが多いが、格闘術の腕前も相当なもので、チンピラ3人を苦もなくひねってしまうほどである。独身で、現在は恋人すらいない。過去に婚約者を結婚の半月前に亡くし、警察に自殺と断定されていたが、実は殺人事件であったことが発覚し、さらなる犯行を重ねようとした犯人を自らの手で逮捕した。
この犯人はあまりにも身勝手な理由で人の命を奪っていたため、稲荷は怒りと義憤から「やはり殺す！」と銃の引き金を引きかけたほどだった。後に新聞に発表された事件の詳細を見て、正和や亜希子ですら「ひどい話」「そんな理由で殺されたらたまらない」と言っている。
恐山と共に『三丁目の夕日』に登場したことがあり、茶川竜之介の知り合いであるヒロミに感謝状を渡すために夕日町を訪れた。
川原河太郎（かわはら かわたろう）
鎌倉警察署特捜部（心霊捜査課）刑事。母親は人間だが父親は河童である。河童の血を引くため水中でも呼吸が可能で優れた嗅覚も持っているが、地上では人の顔が上手く見分けられない。水晶玉を使った占いが得意。既婚者で、妻の雨美と二人の子供を持つ四人家族の主。
伊勢志麻（いせ しま）
鎌倉警察署の女刑事。現在28歳。元ミス鎌倉警察署で、囮（おとり）捜査や潜入捜査を得意とする。鎌倉に代々続く名家の一人娘であり、夫の信三郎は婿養子。家事は苦手のようで、同居する母親に手伝ってもらっている。
腐乱軒修太（ふらんけん しゅうた）
鎌倉警察署の遺体解剖医（嘱託）。本職は由比ヶ浜近くで「デンタル歯科」を営む歯医者で、叫ぶほど痛いが、一回の治療で完治させる腕を持つ。
鑑識順吉（かんしき じゅんきち）
鎌倉警察署の鑑識。眼鏡をかけた二十代から三十代を思わせる男性。基本的に仕事をそつなくこなすが、誤認逮捕に至った失態をしたこともある。長らく名前が不明であったが、後に自分に関わるエピソードにて初めて明らかとなった。眼鏡を取ると、意外とハンサム。また、鑑識であるが故に自宅で色々な研究をしており、また半分妖怪の血を持つ恐山や稲荷、川原らのDNAを採取して研究材料にもしているが、それを知った彼らを怒らせて口を聞いてもらえなかったことがある（が、その時に起きた事件を解決させた後は彼らと和解している）。
園山田郁子（そのやまだ いくこ）
鎌倉警察署の婦人警官。パラグライダー愛好家。「三丁目の夕日」にも同名のキャラクターが登場する。

#### 葉山警察署関係者
仁蛭京助（にひる きょうすけ）
元警視庁一課の刑事。手違いで鎌倉署に転勤し、その後葉山署、横須賀署と転勤を繰り返し、再び葉山署に戻ってきた。最初は警視庁にいた事もあって平凡すぎる日常に飽き飽きしていたものの、転勤を繰り返す内にその平凡に馴染むようになった。正和のファンらしい。剣道三段。
鬼塚平蔵（おにづか へいぞう）
葉山署捜査一課のベテラン刑事。48歳。正義感が強くマジメな性格だが、頑固過ぎるところがある。刑事歴25年だが葉山は滅多に事件がなく平穏な土地であるため、事件らしい事件は一度も起きておらず、何か起こると物凄く燃え上がり解決しようとする。
海苔巻（のりまき）
葉山署の署長。葉山署の隣に家を持ち妻と二人暮しである。葉山町では凶悪犯罪は極めて少ないため、署長の仕事も防犯チラシを刷ることくらいしかない。いざ凶悪犯罪が起きると弱気になり、「県警(神奈川県警察本部)にお願いしたほうが…」と言う。第30話で、飲酒後にパトカーを運転する描写があるが、その点について作中では何も触れられていない。
狸山ポン吉（たぬきやま ポンきち）
葉山署のタヌキの刑事。事件の被害者に変装したり、タヌキ関連の事件を受け持つことが多い。
佐藤巡査（さとう）
葉山署南郷（なんごう）駐在所の警察官。温厚な性格で知られており、地元の人にはとても慕われている。剣道四段を取得しており、葉山署で毎年１月に開かれる武道始（ぶどうはじめ）では剣道の部３年連続優勝を誇る腕前。妻と二人の子供を持つ、よき家庭人の父親でもある。

#### その他の警察関係者
古論坊（ころんぼう）
小田原警察署の主任刑事。箱根で起きたとある事件の事情聴取のため、アリバイを聞くため鎌倉を訪れた。事件解決後は、解決に貢献した正和に対して感謝しつつも、一度は疑いを持ってしまった申し訳なさから縮こまっていた。
曽呂刑事（ぞろ）
藤沢警察署の若い刑事。フェンシングを得意とし、過去には選手として国体に出場したことがある。正和とフェンシング対剣道の異種対決を行った。
大仏太郎（だいぶつ たろう）
奈良警察署署長。鎌倉警察署署長の大仏次郎の双子の兄で、大仏とそっくりの容姿をしている。
青木原
山梨県警察山岳パトロール隊の隊員。正和夫妻が富士山麓で発生した航空事故現場を視察する際に搭乗したヘリコプターの操縦士。

### 作家
松本清一（まつもと せいいち）
高名なミステリー作家の一人で、正和も力量・知名度ともに認める大御所。ある事件で正和とトラブルが起こるが、誤解が解けた後は和解、交流を深める。資料を駆使した謎解きが特徴。名前の由来とモデルは作家の松本清張。
中森桃子（なかもり ももこ）
若い人に爆発的人気のあるミステリー作家。亜紀子と街中で出会い仲良くなる。自宅を山の上に構えており、車を使わずに生活しているためか相当な健脚。そのせいもあって当初、亜紀子は山姥と思いこんでしまう。見た目も年も老境の方なのだが、実は作家としては現役女子大生という名目で作品を書いている。
戸川静子（とがわ しずこ）
25歳の時、OLから転身したミステリー作家。オカルトや超能力を題材にした作品が多い。入院していたとき、たまたま同じ病院で入院していた正和に幽霊だと勘違いさせるなど、悪戯好きの変人。名前の由来とモデルは推理作家の戸川昌子と夏樹静子。

江戸山怪児
売れっ子のミステリー作家の一人。閂や錠前などを使った機械的なミステリートリックを駆使した作品が多く、正和からはその安易さを快く思われていなかった。ある事件でトリックを見事に解決した。
火車五郎
高名な純文学作家。妻を病で失った後にノイローゼに罹り、静養のために葉山に住む。その葉山で不思議な体験をすることとなる。
白木三郎
故人。ミステリー作家。かつて長者番付に出てくるほどの売れっ子で、名うてのプレイボーイとしても知られていた。身寄りは無く、生前 大の親友で同業者の黒柳竜平に遺書を託していた。

### 出版関係者
札仁玄馬（さつじん げんば）
月刊推理の編集長。いつも正和に原稿の催促の電話をしている。月刊推理の名前は双葉社の小説雑誌「小説推理」に由来。
林串勝（はやし くしかつ）
月刊推理の副編集長。長らく正和の担当を務めていた。正和は失敗も大目に見ることから仕事に慣れるために、新人編集者を担当に就けることが多いと正和に打ち明けた。正和と兼任で怪奇小説作家の伴牌也（ばんぱいや）を担当していた時は、ストレスが原因の神経性胃炎で体調を崩した。後に月刊まんがダウンの編集長になり、正和に本格ミステリー漫画の執筆を依頼した。
本田健一（ほんだ けんいち）
月刊推理で正和の担当。元々は小説家を志していたが、夢叶わず日々の暮らしに窮屈を感じていた。後に70年前にタイムスリップし、円条寺君子と結婚し、小説家、有島育郎として生きる。
映画版では眼鏡はかけておらず、妻の里子と娘の浩子と暮らす家族思いな面をもつ。寿命が短かったため白昼の病院で亡くなると、死神に家族のため幽霊のままの実体化を望んだが、死神が提案した不人気の魔物転生を利用し、記憶を保ったままカエルとハチュウ類を合わせた背の低い魔物として復活、金に困っている里子へ陰ながら仕送りの援助を始める。その後新しい家族として妻が同僚を迎え入れたことに嫉妬し、その怒りから魔力が一時的に溜まって身体が大きくなり、龍人に近い状態になる。
宮島（みやじま）
本田健一の後任の正和担当新人編集者。東大卒で正和の後輩。彼の派手な服装と軽薄な態度に正和は憤慨していた。締め切り前の引き延ばし策で亜紀子から勧められた鎌倉の寺巡りをするうちに仏教に関心を持ち、現在は鎌倉のある寺で修行をしている。
小山（こやま）
宮島の後任の正和担当編集者。独身。かつては猟奇ミステリー作家の小土呂汚泥男を担当しており、小土呂の未亡人磨利子に好意を持っていた。画家の土亜狂児のもとへイラストを受け取りに出向いた際には、土亜のアリバイ工作に利用された。
宇刈ルミ子（うかり るみこ）
入社したばかりの正和担当新人編集者。亜紀子曰く美人。正和を独身、亜紀子をその娘と勘違いし、正和に思いを寄せていた。初めての原稿受け取りの際、誤ってとある駅から冥土に迷い込んだが、それでも原稿をしっかり離さなかったことを正和は評価している。後に札仁から亜紀子は正和の妻だと知らされた際はショックを受けていた。
鈴之木健介（すずのき けんすけ）
林の後任の正和担当編集者。鎌倉出身で、正和の小説の大ファン。ファンであるが故に、もっと多くの人に正和作品を知ってもらおうと、地元の人脈を活かし鎌倉駅のホームに作品の巨大看板を設置したり江ノ電スタンプラリーを企画するなど、宣伝にかなり力を入れている。

### 人間以外のキャラクター
葉山仙人（はやませんにん）
葉山の山奥に住む仙人。仙人の伝承通りの人物で異常に長寿。本来は霞だけで生きられるのだが、空気が昔より清浄でなくなり力が弱まったことと、味気がなくつまらないこともあって普通の食事を取って生活している。お酒が好物で銘柄にはうるさく、特にブランデーを好む。たまに町に出て山菜売りや掛軸の展示などを行い酒代などを稼いでいるが、面倒なときは飼い猫を自らの姿に変身させて行かせるときもある。
猫王（ねこおう）
亀ヶ谷坂に住む年齢数百年以上生きている猫の化身妖怪であり、鎌倉の猫の総大将。
子牛ほどの大きさで魔力を持ち、人間の言葉も話せる。ケンカも大型犬や外来種動物より強く、人間の頼みを引き受けたり、他の猫を助けたり義理堅い一面を持つ。猫達は勿論、人間達からも人望が厚い。『三丁目の夕日』にも登場したことがある。
大山猫の血が流れている腹違いの弟がいる。
娘を資産家の五味山銀蔵に轢き殺されて、銀蔵の娘霧子を魔力で猫の姿に変えたこともある。
若いころは多くの妾を持っていたが皆年老いて死んでしまい、現在は100年前に知り合った妻のみどりを魔力で長寿にしている。
北斎先生（ほくさいせんせい）
300歳の長老猫。猫の進級試験で猫王とともに面接官を務めたり奉納猫相撲では行司兼呼び出し兼審判も担当する。
根津弥甚八（ねずみ じんぱち）
猫王のライバルで、魔力を持つ。推定年齢200歳。鎌倉のネズミの総大将。名前の由来は『真田十勇士』の根津甚八と思われる。
一ツ目小僧
親に捨てられ死んだ幼児が魔物化した。
豆太郎（まめたろう）
小鼓の名手のタヌキで満月流腹鼓家元を襲名。
高麿の宮家（たかまろのみやけ）
鎌倉の魔物の総大将。紋章はドクロコーモリ。
殿様（とのさま）
高麿の宮家当主。
若様（わかさま）
高麿の宮家の長男。相当な魔力を持つが、気弱でわがままな性格のため番頭は頭を悩ませている。婚約者がいたが、亜紀子の友人の旦那と駆け落ちされ、その際に亜紀子に一目惚れする。一度だけ、自身の命を狙っていた魔物を強力な魔力で倒したことがあるが、同時に恐怖で気絶していたため覚えておらず普段は魔力を使いこなせない。
番頭（ばんとう）
高麿の宮家に仕える鬼。若様の世話役を務めており、子供っぽい若様に頭を悩ませているが、いつかは後継者にふさわしい妖怪になってくれると信じている。
魔戒坊（まかいぼう）
高麿の宮家の若様の妹である姫君の教育担当であったが陰謀を企てた。

### その他
鎌倉ルパン（かまくらルパン）
主に鎌倉市内の高級品などを多数の部下と共に奪う怪盗。変装の名人で正和のライバル。部下は逮捕されたことがあるが（逃げられてしまうことが多い）、本人は未だに逮捕されたことがない。
プライドが高く「芸術的犯罪」にこだわり、乱暴な犯行を嫌う。警察関係者や正和とその関係者に対しても血を見るような凶行に及んだことは一度も無く、知恵比べで相手に打ち勝つことを望む愉快犯的な面を持つ。ただし、正和と亜希子はルパンの御蔭でかなり迷惑を被っており（正和に変装して品物を盗み出すことも多く、正和に邪魔されないために無理矢理外に連れ出し、犯行現場から遠く離れた場所に置き去りにすることも平気で行う）、本質的には紛れもない『犯罪者』である。
犯行前には予告状を送り、正和を犯行に利用することもあるが、却って裏目に出てしまい失敗することもある。しかし見事に正和を出し抜いたこともあり、やられっぱなしではない。正和の小説も実は読んでおり、遅筆ぶりに苦言を呈した一人。
小林（こばやし）
鎌倉ルパンの部下の一人。普段は眼鏡をかけているが、眼鏡を取った姿は正和曰く「年増の美人」。「三丁目の夕日」の夕日小学校4年3組担任、山村先生に酷似。
零久田汎仁丸（れくた はにまる）
八ツ橋大学異常犯罪心理学研究所所長。トカゲのような顔つきで眼鏡をかけた初老の男性。犯罪心理に長けており、難事件の解明に協力することもある。音響関係の解析も行うことがありオーディオマニア。名前の由来とモデルはトマス・ハリスの小説に登場する精神科医、ハンニバル・レクター。
御成三太夫（おなり さんだゆう）
御成流忍術の継承者。普段は忍者であることを隠し探偵業を営んでいる。部下を何人も率いており、自身も含めた諜報力・戦闘力は相当高い。一見下町の冴えない小さな探偵業者に見えるが、その実は「CIAも顔負け」とまで評されている。あまり大っぴらになることを好まないが、第48話において正和との縁ができてからは、難事件解明や犯人逮捕に何度か協力している。
健（けん）
鎌倉簡易裁判所の判事。正和の大学の先輩。背中一面に唐獅子牡丹の刺青を入れていて、外見からヤクザと思われることがある。モデルは高倉健と遠山の金さん。腕っぷしも強く、正和と二人で地上げ屋の事務所に木刀を手に殴りこみをかけ静を救出したこともあり、その後は正和の飲み友達となった。
静（しずか）
正和の行きつけの居酒屋「静」の店主。結構いい歳なのだが、ちょっと見たぐらいでは分からないくらい若々しい。三丁目の夕日にも似た外見のキャラクターが登場する。
柳生百合子（やぎゅう ゆりこ）
正和の友人、柳生十平の妻。眼鏡をかけたキツめの美人。
ドクター地場醐（ドクターじばご）
鎌倉消毒有限会社の社長。一般的な害虫駆除から悪霊退治まで行う。ネズミ語やネコ語が理解出来き、特別に訓練したコマンド猫部隊を雇っているほか、猫王の知り合いでもあり、正和に猫王を紹介した。名前の由来はロシアの作家ボリス・パステルナークの小説ドクトル・ジバゴの主人公ユーリ・ジバゴと思われる。
茶川蔵六（ちゃがわ ぞうろく）
由比ガ浜通りにある正和のなじみの蔵六書店の主。結婚をしており、盆栽を趣味としている。

奥山寺の和尚（おくやまでらのおしょう）
正和の知り合いの僧侶。本名は山本二郎で、若いころ（昭和30年代）は、アルバイトしながら小説家を志し、池袋のアパートで同棲していた婚約者の今日子との結婚を目指していたが、結婚を反対する彼女の両親に連れ戻される日に、夫婦茶碗を分けていつか再開しようと想いを込めたが、その後今日子は亡くなり、和尚は小説家の夢を諦めて出家した。今日子の持つ夫婦茶碗が骨董店経由で亜紀子の手に渡り、フラッシュバックでアパート暮らしの幻を引き起こす物となり、和尚に相談したことににより発覚した。

## 登場する主な企業
鎌倉テレビ（KTV）
鎌倉市内でしか視聴できない魔物のテレビ局。通常は魔物のテレビでしか視聴できないが、たまに放送局の設備の故障により人間界のテレビでも映ることがある。紅白歌合戦の裏番組が人気で、木村カエルなどが出演する。魔物には人気のテレビ局である。通称7チャンネル。モデルは鎌倉ケーブルコミュニケーションズ（連載当初当時。JCN鎌倉→ジェイコム鎌倉を経て現在のジェイコム湘南・神奈川のJ:COM 湘南鎌倉エリア）。
鎌倉タクシー
無線タクシーで、魔物向けのMナンバー車も保有している。Mナンバー車は鎌倉駅に専用の乗り場を持ち魔物の運転手が担当するが、人間の運転手が乗ることもある。人間が魔物用の施設に行く場合はMナンバー車となる。
鎌倉堂書店
鎌倉一の書店。多くの作家のサイン会も開かれ、正和も開いたこともある。社長の矢羽根定吉は正和の古くからの釣り友達。

## 映画
『DESTINY 鎌倉ものがたり』のタイトルで実写映画化され、2017年12月9日公開。同じく西岸良平作品を原作とする「ALWAYS 三丁目の夕日」シリーズの山崎貴が監督を務める（阿部総指揮・西岸原作者・山崎監督がかかわった映画としては第四弾となる）。主演は堺雅人、高畑充希。
11月21日、鎌倉の鶴岡八幡宮の境内にスクリーンを設営した、鶴岡八幡宮史上初の奉納上映会（鎌倉プレミア）にファン1,000人が参加した。
12月9日に全国401スクリーンで公開され、9日・10日の全国週末興行成績（興行通信社）では観客動員が23万1465人、興行収入2億9720万円を記録し、初登場第2位となった。ぴあ映画初日満足度は90.6となり、こちらも第2位の結果。12月23日までに興行収入が12億円、翌24日までに観客動員が100万人を各々突破した。12月31日までに興行収入17億6500万円、2018年1月7日には興行収入24億円に到達した。
この映画がTOHOシネマズ日劇スクリーン2でロードショー上映された最後の日本映画となった。

### キャスト
- 一色正和 - 堺雅人（少年時代：生駒星汰）
- 一色亜紀子（旧姓：中村） - 高畑充希
- 本田 - 堤真一（魔物本田（小）：水無月サリー、（中）：山本勧、（大）：村上和成）
- 死神 - 安藤サクラ
- 貧乏神 - 田中泯
- キン - 中村玉緒[35]
- 本田里子 - 市川実日子
- 本田浩子 - 粟野咲莉
- ヒロシ - ムロツヨシ
- 稲荷刑事 - 要潤
- 川原刑事 - 大倉孝二
- 恐山刑事 - 神戸浩
- 大仏署長 - 國村隼
- 天頭鬼 - 古田新太（声の出演）（体：櫻井章喜）
- 甲滝五四朗（一色宏太郎） - 三浦友和
- 一色絵美子 - 鶴田真由
- 小料理屋「静」女将 - 薬師丸ひろ子
- 瀬戸優子 - 吉行和子
- 優子の旦那 - 橋爪功
- 金満麗子 - 瀬戸たかの
- 金満和夫 - 木下ほうか
- 恵子 - 池谷のぶえ
- 恵子の息子 - 小山春朋
- 偽亜紀子 - 高畑充希（二役）
- 偽亜紀子の亭主 - 中村靖日
- 偽亜紀子の子供 - 後藤由依良
- 大家 - 稲川実代子
- 駅員 - 飯田基祐
- 赤い手の魔物 - 中台あきお
- 豚頭鬼 - 神原哲
- 象頭鬼 - 村上和成

### スタッフ
- 原作 - 西岸良平『鎌倉ものがたり』（双葉社「月刊まんがタウン」連載）
- 監督・脚本・VFX - 山崎貴
- 音楽 - 佐藤直紀
- 主題歌 - 宇多田ヒカル「あなた」（エピックレコードジャパン）
- 製作 - 今村司、市川南、加太孝明、船越雅史、戸塚源久、谷和男、永井聖士、弓矢政法、中西一雄、堀義貴、島村達雄、牧田英之、安部順一、三宅容介、阿部秀司
- エグゼクティブプロデューサー - 阿部秀司
- Coエグゼクティブプロデューサー - 伊藤響
- プロデューサー - 飯沼伸之、守屋圭一郎
- アソシエイトプロデューサー - 櫛山慶、鈴木健介
- 企画協力 - 奥田誠治
- 撮影 - 柴崎幸三
- 照明 - 上田なりゆき
- 美術 - 上條安里
- 録音 - 藤本賢一
- VFXディレクター - 渋谷紀世子
- 編集 - 宮島竜治
- D･Iプロデューサー - 齋藤精二
- 音響効果 - 岡瀬晶彦
- 特機 - 奥田悟
- コスチュームデザイン - 竹田団吾
- 衣装 - 水島愛子
- ヘアメイク - 宮内三千代
- 特殊メイク - 吉田茂正
- キャスティング - 緒方慶子
- スクリプター - 阿保知香子
- 助監督 - 安達耕平
- 制作担当 - 桜井紘史
- ラインプロデューサー - 阿部豪
- ドルビー・サウンド・コンサルタント - 河東努(コンチネンタルファーイースト株式会社)
- 撮影機材協力 - ARRI(capted with ALEXA Mini)
- 特別協賛 - 豊島屋
- VFXプロダクション - 白組
- 配給 - 東宝
- 制作プロダクション - ROBOT
- 制作協力 - 阿部秀司事務所
- 企画・製作幹事 - 日本テレビ放送網
- 製作 - 「DESTINY 鎌倉ものがたり」製作委員会（日本テレビ放送網、東宝、ROBOT、バップ、双葉社、読売テレビ放送、電通、ジェイアール東日本企画、カルチュア・エンタテインメント、ホリプロ、白組、ニッポン放送、読売新聞社、ポニーキャニオン、阿部秀司事務所、札幌テレビ放送、宮城テレビ放送、静岡第一テレビ、中京テレビ放送、広島テレビ放送、福岡放送）
- アイパートナー(解説放送ナレーション) - 山下大輝

### 受賞歴
- 第41回日本アカデミー賞[36]
  - 優秀撮影賞 - 柴崎幸三
  - 優秀照明賞 - 上田なりゆき
  - 優秀美術賞 - 上條安里
- VFX-JAPANアワード 2019[37]
  - 劇場公開実写映画部門 最優秀賞

### DVD/BD
| 規格               | 発売日       | 発売元 | 品番       | チャート最高順位 |
| ------------------ | ------------ | ------ | ---------- | ---------------- |
| DVD豪華版          | 2018年6月6日 | バップ | VPBT-14701 | 9位（オリコン）  |
| DVD通常版          | 2018年6月6日 | バップ | VPBT-14702 | 1位（オリコン）  |
| Blu-ray Disc豪華版 | 2018年6月6日 | バップ | VPXT-71589 | 7位（オリコン）  |
| Blu-ray Disc通常版 | 2018年6月6日 | バップ | VPXT-71590 | 9位（オリコン）  |

### 地上波放送履歴
| 回数  | テレビ局   | 番組名          | 放送日        | 備考                   | 出典   | 視聴率 |
| ----- | ---------- | --------------- | ------------- | ---------------------- | ------ | ------ |
| 初回  | 日本テレビ | 金曜ロードSHOW! | 2018年12月7日 | 地上波初放送。30分拡大 | [ 39 ] | 11.4%  |
| 2回目 | 日本テレビ | 金曜ロードSHOW! | 2020年9月25日 | 30分拡大               | -      | 10.0%  |